# Meteorološki satelit
Meteorološki satelit je vrsta umjetnog Zemljinog satelita posebno konstruiranog i opremljenog za dobivanje podataka meteoroloških mjerenja u stvarnom vremenu radi prognoze vremena te određivanja sastava Zemljine atmosfere i meteoroloških pojava na površini Zemlje koji djeluju na stanje Zemljine atmosfere. Osim snimaka oblačnih slojeva, meteorološki sateliti mjere temperaturu i vlažnost zraka atmosfere, temperaturu Zemljine površine, određuju granice vode, vlažnih područja i leda, te mjere tok protona i elektrona emitiranih sa Sunca (Sunčev vjetar). Posebno su važni jer omogućuju i prikupljanje i obradbu meteoroloških podataka s balona (radiosonda), plutača i automatskih meteoroloških postaja te njihov prijenos do meteoroloških središta za obradbu podataka. Sastoje se od prostorno stabilizirane platforme (žiroskopski ili troosno) s mjernim instrumentima, komunikacijskoga sustava za prijam, obradbu i odašiljanje podataka, sunčanih baterija kao izvora električne energije (snage oko 1 kW) te mjernih instrumenata. Vijek aktivnoga rada satelita najčešće je određen rezervama raketnoga goriva koje se troši na održavanje njihova preciznoga položaja. Sateliti su opremljeni videokamerama koje snimaju u vidljivom i infracrvenom spektralnom području, radiometrima za mjerenje okomitoga temperaturnog profila atmosfere u različitim frekvencijskim područjima, sustavima za sondiranje atmosfere i promatranje protoka elementarnih čestica u okolišu satelita. Meteorološki sateliti razlikuju se od istraživačkih satelita za određivanje Zemljinih izvora (resursa), koji uz instrumente za praćenje klimatskih promjena nose i druge instrumente (LANDSAT, ENVISAT, AQUA, TIMED, TERRA). Prvi meteorološki satelit TIROS lansiran je 1. travnja 1960.

## Podjela
Dva su osnovna tipa meteoroloških satelita. Geostacionarni sateliti tipa GOES, GMS i METEOSAT na visini od približno 36 000 kilometara iznad ekvatora neprestano (kontinuirano) snimaju stanje Zemljine atmosfere i Zemlje u nekoliko spektralnih područja svakih pola sata. Takvih 6 umjetnih satelita u razmaku od 60 zemljopisnih duljinskih stupnjeva opasuju cijelu Zemlju, a slike koje šalju postale su sastavnim dijelom svakodnevne analize i prognoze vremena te uz praćenje vremenskih promjena omogućuju i otkrivanje područja nastajanja opasnih tropskih ciklona, uragana i tajfuna. Europska svemirska agencija ESA lansirala je dosad 7 satelita METEOSAT, koji pretražnim radiometrima daju slike u vidljivom i infracrvenom dijelu spektra. Godine 2002. lansiran je MSG1, satelit METEOSAT druge generacije, koji svakih 15 minuta prizemnim postajama na čak 12 spektralnih područja neprestano šalje znatno veći broj podataka o stanju atmosfere nego li dosadašnji METEOSAT.
Drugi su tip meteoroloških satelita oni s polarnom putanjom nagnutom pod kutom od približno 60° prema ekvatoru, nalaze se na visini od 800 do 1000 kilometara i za obilaska Zemlje snimaju svakih 90 do 100 minuta i polarna područja, koja zbog Zemljine zakrivljenosti nisu prikladno pokrivena geostacionarnim satelitima. Ovamo se ubrajaju američki sateliti NOAA, ruski METEOR, te europski METOP. Ta vrsta satelita ima velik broj mjernih davača (detektora) za snimanje različitih dijelova spektra, pa se dobivaju ne samo slike veće oštrine i razlučivanja već i podatci o okomitom profilu temperature i vlage u atmosferi, gibanju oblaka i drugom, što je osobito značajno za otkrivanje stanja i promjena u onim dijelovima Zemlje (oceani, pustinjska i polarna nenastanjena područja) gdje nema redovitih mjerenja atmosfere pri tlu i u visinama. 
U Hrvatskoj se Državni hidrometeorološki zavod pri izradbi meteoroloških prognoza koristi podatcima dobivenima satelitom METEOSAT.

## Mjerenja meteorološkim satelitima
U novijoj povijesti meteorologije može se izbacivanje prvog meteorološkog satelita TIROS 1 (1. travnja 1960.) smatrati revolucionarnim događajem. Po prvi put dobiveni su podaci o opažanjima atmosfere iz svemira, i to toliko jasni i precizni kao nikada do tada. TIROS 1 bio je prethodnik serija umjetnih satelita koji se sve više upotrebljavaju za analizu i prognozu vremena, upozorenja od opasnih vremenskih pojava i za istraživanja. 
Izvor meteoroloških informacija pri promatranju Zemlje iz svemira jesu prostorne, vremenske i kutne promjene jakosti (varijacije intenzivnosti) elektromagnetskih valova, reflektiranih ili emitiranih u sustavu atmosfera-Zemlja u različitim dijelovima spektra. 
Dok su prvi umjetni sateliti serije TIROS, početkom 1960-tih, imali samo televizijske kamere za snimanje oblaka, u sljedećim godinama došlo je do burnog i brzog razvoja instrumentalne tehnike na satelitima. Tako su bili razvijeni novi tipovi mjernih instrumenata, kao što su poboljšani sustavi kamera, širokokutni uređaji za mjerenje zračenja, takozvani radiometri, skanerski radiometri, uređaji za kvantitavno sondiranje atmosfere, instrumenti za mjerenje ultraljubičastog zračenja Sunca, sustavi za sakupljanje i dostavljanje mjernih podataka stanicama na Zemlji, instrumenti za mjerenje toka (fluksa) elektrona i protona sa Sunca i tako dalje.
SAD su uvele dva osnovna sustava satelita, od kojih se jedan koristi satelitima u polarnoj orbiti, a drugi geostacionarnim satelitima. Prvi je takozvani sustav ITOS (eng. Improved TIROS Operational Satellite System: Poboljšani operativni sustav TIROS satelita). Ovi sateliti nose brojeve serije NOAA (eng. National Oceanic and Atmosphere Administration: Nacionalna oceanska i atmosferska uprava, SAD). Putanja (orbita) je satelita relativno niska (od 1 432 do 1 472 km), položena gotovo polarno s nagibom prema ekvatoru 105° i sinkrona prema Suncu. Sateliti sustava ITOS opremljeni su dvjema kamerama za automatsko odašiljanje snimki (eng. Automatic Picture Transmission, APT). Te snimke na površini Zemlje direktno prima više od 800 relativno jednostavnih APT stanica, raspoređenih u sedamdesetak država. Ovi sateliti za snimku svjetske mape oblaka trebaju samo 12 sati. Od ostalih mjernih uređaja, sateliti sustava ITOS imaju radiometar za mjerenje toplinske ravnoteže Zemlje i instrumente za mjerenje Sunčeva fluksa protona. 
Drugi sustav sastoji se od geostacionarnih meteoroloških satelita SMS (eng. Synchronous Meteorological Satellite) i GOES (Geostationary Operational Environmental Satellite), koji se nalaze iznad određenih točaka u blizini ekvatora na visino oko 36 000 km. Taj sustav je dio svjetskog programa istraživanja (eng. Global Atmospheric Research Programme, GARP) pod pokroviteljstvom Ujedinjenih naroda, a uključuje i geostacionarne satelite nekih drugi zemalja (europski Meteosat, Rusija, Japan). 
Prva snimka učinjena je u vidljivom dijelu spektra (od 0,4 do 1,1 μm). Najzanimljivija pojedinost što se razabire na toj snimci jest pješčana oluja iznad sjeverne Afrike, pa je i obalno područje sjeverno od Dakara prekriveno oblakom prašine i pijeska. Obalna područja Liberije i Obale Bjelokosti jasno su ocrtana konvektivnim oblacima nastalim zbog blagih strujanja zraka s morske obale. Neposredno sjeverno od ekvatora proteže se preko Atlantika, od afričke obale pa sve do Venezuele, oblačni pojas koji označava intertropsku zonu konfluencije. Iznad sjevernog Atlantika vidljiv je veliki oblačni vrtlog ciklone, a i sjeverno od Madagaskara nalazi se oblačni vrtlog srednje veličine. 
Druga snimka je snimljena u infracrvenom području spektra (od 10,5 do 12,5 μm). Na toj snimci nijanse sive boje označavaju različite stupnjeve temperature isijavanja Zemljine površine. Tamni dijelovi predstavljaju topla područja, kao na primjer Saharu i pustinju Kalahari, a bijele površine su hladni visoki oblaci. Sjajno bijelo oblačno područje iznad Sahare je znatno jasnije prikazano nego na snimci napravljenoj u vidljivom dijelu spektra. Trag tog oblačnog područja proteže se prema istoku sve do oblačne zone iznad Srednjeg istoka. Visoki oblaci intertropske zone konfluencije i oblačni vrtlog sjeverno od Madagaskara također su jasno ocrtani. Sivo područje iznad južnog Atlantika predstavlja tanke niske oblake suptropske anticiklone. 
Treća snimka snimljena je u apsorpcijskom pojasu vodene pare (od 5,7 do 7,1 μm). Bjeline na snimci označuju visoku vlagu u srednjem dijelu atmosfere (od 5 do 10 km), a tamna područja odgovaraju suhom zraku na istim visinama. Svijetlo područje iznad Sahare pokazuje jaku vlažnost visokih oblaka koji su vidljivi i na infracrvenoj snimci. Na snimci se vidi da je u oblačnom vrtlogu sjeverno od Madagaskara vlažnost raspoređena u obliku spirale. Tamno područje iznad južnog Atlantika odgovara suhom zraku suptropske anticiklone povrh sloja niskih tankih oblaka. 
Sateliti SMS imaju teleskop-radiometar za infracrvenu i vidljivu fotografiju visokog razlučivanja, te komunikacijski sustav za sakupljanje i odašiljanje podataka. Sateliti GOES su im slični, a razlikuju se uglavnom u poboljšanim komunikacijskim uređajima. Geostacionarni sateliti tog sustava omogućuju kontinuirano promatranje oblačnog pokrivača Zemlje na velikom prostranstvu po danu i noći, mjerenje visine i debljine oblaka, određivanje brzine vjetra na osnovi brzine kretanja oblaka, određivanje temperature površine Zemljina tla i od tla reflektirane kratkovalne energije, te dobivanja podataka o ravnoteži zračenja sustava Zemlja-atmosfera. 
Nakon izbacivanja prvog meteorološkog satelita 1960. u orbitama oko Zemlje nalazilo se, ili se još nalaze, deseci meteoroloških satelita. Noviji sateliti u polarnoj putanji nose radiometar, koji otkriva i predmete manje od 1 kilometar. Uređaj za primanje na tlu je znatno složeniji i skuplji od APT stanice, a podaci su toliko raznovrsni da služe ne samo u meteorologiji već i hidrologiji i oceanografiji. Sada je moguće pratiti položaj Golfske struje, priobalnih voda, ledenih polja Arktika i Antartika, stvaranje ledenih brijegova i rasprostranjenost snijega i ledenjaka u planinama, što je osobito važno za dobivanje točnog uvida u raspoloživost količine vode. 
Razvoj je satelitske meteorologije sve više usmjeren automatskoj obradi podataka i odašiljanju podataka u digitalnom obliku. To je i osnovni razlog da se na satelitima napuštaju televizijski sustavi za praćenje oblaka i da se prelazi na skanerske radiometre. U okviru svjetskog istraživanja atmosfere GARP sateliti su veoma važni u prijamu i prijenosu podataka s balonskih sonda, morskih bova i automatskih meteoroloških postaja.

## Vanjske poveznice
|  | Zajednički poslužitelj ima još gradiva o temi Meteorološki satelit |